# Adama Tamboura
Adama Tamboura (* 18. Mai 1985 in Bamako) ist ein ehemaliger malischer Fußballspieler. Er nahm am olympischen Fußballturnier 2004 teil.

## Karriere

### Verein
Tamboura begann seine Karriere in seinem Heimatland in der Jugend von Djoliba AC. Dort rückte er 2003 in die erste Mannschaft auf. Am 22. August 2006 wurde er an den schwedischen Verein Helsingborgs IF ausgeliehen, bei dem Tamboura am 23. November 2006 einen Dreijahresvertrag unterzeichnete.
Am 28. Januar 2010 wechselte Tamboura bis Juni 2012 zum französischen Zweitligisten FC Metz. Nach Ablauf seines Vertrages unterschrieb er im Juli 2012 einen Dreijahresvertrag beim dänischen Superligisten Randers FC. Anschließend wechselte er zum Ligakonkurrenten Hobro IK. Im März 2016 schloss er sich dem finnischen Klub Inter Turku an, wo er am Ende der Saison seine Spielerkarriere beendete.

### Nationalmannschaft
Tamboura debütierte am 5. Juni 2004 im Qualifikationsspiel zur Fußball-Weltmeisterschaft 2006 gegen Liberia. Im selben Jahr wurde er für das malische Aufgebot bei den Olympischen Spielen 2004 in Athen nominiert. Tamboura kam allen Partien seiner Mannschaft zum Einsatz. Im letzten Gruppenspiel gegen Südkorea, bei dem Mali bis zur 57. Spielminute mit 3:0 geführt hatte, unterlief ihm beim Stand von 2:3 ein Eigentor. Dennoch qualifizierte sich Mali als Gruppensieger für das Viertelfinale. Dort schied das Team nach einer 0:1-Niederlage nach Verlängerung gegen Italien aus.
Tamboura war auch mehrfacher Teilnehmer am Afrika-Cup. Bei den Turnieren 2008 und 2010 scheiterte Mali bereits nach der Gruppenphase. Bei der Afrikameisterschaft 2012 stieß das Team bis in das Halbfinale vor und sicherte sich den dritten Platz. Tamboura wurde in allen sechs Spielen des Turniers eingesetzt. 
Ein Jahr später beim Afrika-Cup 2013 konnte das Team den Erfolg des Vorjahres wiederholen. Tamboura war einer der Schützen im Elfmeterschießen des Viertelfinalspiels gegen Südafrika, durch das Mali ins Halbfinale einzog. Auch bei diesem Turnier bestritt Tamboura sämtliche Spiele.
Bei seiner letzten Turnierteilnahme 2015 scheiterte Mali nach drei Unentschieden in der Vorrunde.

## Erfolge
- Fußball-Afrikameisterschaft: Dritter Platz 2012 und 2013